# 科迪 (內布拉斯加州)
科迪（英語：Cody）是位於美國內布拉斯加州切里縣的村。

## 人口
根據2020年美國人口普查的數據，科迪的面積為2.67平方千米，皆為陸地。當地共有人口168人，而人口密度為每平方千米63人。